# 管至父
管至父（？—？），姬姓，管氏，周穆王的后代，管仲族人，春秋時期齊国大夫。

## 生平
隨连称戍守葵丘（今山東省臨淄縣西），臨行前齊襄公說好瓜熟就派人來替代他們。期年不調，在葵丘吃到瓜，想到過去齊襄公的承諾，到来年瓜熟时派人接替。“瓜代有期”的成语源出於此。十三年（前685年）與連稱殺齊襄公，立其堂弟公孫無知即位，之後公孫無知被殺害，開始了公子小白和公子糾的權力爭奪。